# Ablepharus darvazi
Ablepharus darvazi — вид плазунів родини Сцинкових. Цей вид ще недостатньо вивченим.

## Опис
Розмір невеликий — до 10 см. Колір коричнево-бурий, черево сіре, смуги з боків. Кінцівки не зовсім розвинуті. Бігає швидко серед каміння, тулуб веретеноподібний.

## Спосіб життя
Живе у високогір'ї, на схилах гір до 3800 м над рівнем моря, серед каміння. Також зустрічається біля гірських озер, у субальпійських та альпійських лугах.
Активний вдень, виповзає на каміння. Живиться здебільшого дрібними комахами.
Відкладає яйця наприкінці літа — зазвичай 2—6 штук. У серпні з'являються дитинчата.

## Розповсюдження
Це ендемік Таджикистану, мешкає на території Дарвазького заповідника — звідси й назва цього сцинка.